# Sed festival
Sed festival (ḥb-sd, znan tudi kot Heb sed ali praznik repa) je starodaven egipčanski obred, ki ga je praznoval faraon za potrditev nadaljnjega vladanja. Ime izhaja iz imena egiptovskega boga volka, eno od imen je Wepwawet ali Sed. 
Manj formalno ime za praznik je praznik repa, izhaja iz imena repa živali, ki je bil običajno pritrjen na hrbtni strani oblačila faraona v zgodnjih obdobjih egipčanske zgodovine. Ta rep bi lahko bil ostanek prejšnjega svečanega plašča izdelanega iz popolne kože živali. 
Kljub starosti Sed festivala in stotine sklicevanj nanj v vsej zgodovini Starega Egipta, ni najbolj natančnih evidenc o poteku slovesnosti, razen iz časa vladavine Amenhotepa III., večinoma prihajajo iz »reliefnih ciklov pete dinastije kralja Neuserra, iz njegovega sončnega templja v Abu Ghurabu, od Akhenatena iz vzhodnega Karnaka ter ciklov reliefov 22. dinastije kralja Osorkona II. pri Bubastisu.«
Starodavno festival je bil morda sprožen, da bi zamenjal ritual umora faraona, ki ni mogel še naprej učinkovito odločati zaradi starosti ali kondicije. Sčasoma so sed festivale praznovali ob jubilejih, ko je bil vladar na prestolu trideset let, nato pa vsaka tri leta (ali v enem primeru štiri). Predvsem so potekali v smislu pomlajevanja moči in vzdržljivost faraona, medtem ko je bil še vedno na prestolu in praznovanj nadaljnjih uspehov faraona.
Obstajajo jasni dokazi, da so že zgodnji faraoni praznovali Heb sed, kot faraon Den iz 1. dinastije  in Džoser iz tretje dinastije. V Džoserjevi piramidi obstajata dva mejnika v njegovem Heb sed dvorišču, v njegovem piramidnem kompleksu. Prav tako je prikazano opravljanje Heb sed na navideznih vratih v notranjosti njegove piramide.
Sed festivali so bili implicitno dodelani tempeljski obredi z vključeno procesijo, daritvami in takšnimi dejanji verske pobožnosti, kot je ceremonialno dvigovanje djed (simbol-steber, ki predstavlja stabilnost, povezan je z ustvarjalcem bogov Pta in Ozirisom, egipčanskim bogom posmrtnega življenja), baze ali križnice iz goveje hrbtenice, falični simbol, ki predstavlja moč, »učinkovitost in trajanje vladavine faraona«.  Eden prvih sed festivalov, za katere imamo trdne dokaze, je faraona Pepija I. iz šeste dinastije, v kamnitem dokumentu v Južni Sakkari. Najbolj razkošni, sodeč po ohranjenih napisih, so bili Ramzesa II. in Amenhotepa III. Sed festivale so vedno proslavljali kasnejši kralji Libijske-ere, kot so Shoshenq III., Shoshenq V., Osorkon I., ki je imel svoj drugi Heb sed v svojem 33. letu in Osorkon II., ki je zgradil ogromen tempelj pri Bubastisu iz rdečega granita, kjer je hodnik okrašen s prizori tega jubileja v spomin na njegov Heb sed.
Faraoni, ki so sledili tipični tradiciji, vendar niso vladali dovolj dolgo, so se morali zadovoljiti z obljubami o »milijonih  30 letnih jubilejev« v posmrtnem življenju. 
Za več faraonov se zdi, da so se oddaljili od tradicionalne 30-letne tradicije, predvsem dva faraona iz osemnajste dinastije, Hačepsut in Akhenaten, vladarja dinastije, ki si je opomogla od okupacije s strani tujcev, in ponovno vzpostavila ter na novo opredelila številne tradicije.
Hačepsut, izjemno uspešen faraon, je slavila sed jubilej v Tebah, tako nekateri Viktorijanski zgodovinarji vztrajajo, da samo po šestnajstem letu vladanja, vendar so to ugotovili s štetjem časa, ko je bila močna opora njenega šibkega moža. Nekatere nedavne raziskave kažejo, da je to storila za vajo avtoritete, ki je bila običajno rezervirana za faraona v času njegovega vladanja, s čimer deluje kot sovladar in ne kot njegova Velika kraljeva žena. Po moževi smrti je bila edina upravičena moški v kraljevi družini, saj je bil njen nečak še otrok. Najprej je bila sovladar, a kmalu zatem se je okronala za faraona. Nekateri egiptologi, kot Von Beckerath, v svoji knjigi Kronologija egiptovskih faraonov, domnevajo, da je Hačepsut lahko praznovala svoj prvi sed jubilej v počastitev opravljanja vladavine 30 let od smrti svojega očeta, Tutmozisa I., od katerega je izpeljana vsa njena legitimnost vladati Egiptu. On je svojo hčer imenoval na najvišji položaj v svoji vladi, kar je pomenilo so-vladanje pri odločanju o številnih vidikih njegove birokracije. To odraža preroško trditev, ki so jo izrekli duhovniki Amon-Raja, da jo je njen oče podpiral pri imenovanju kot prestolonaslednika. 
Akhenaten je uvedel veliko sprememb v verskih praksah, da bi odstranil moč, ki so jo imeli duhovniki Amon-Raja in jih je on videl kot pokvarjene. Njegova verska reformacija se je začela z njegovo odločitvijo, da bo proslavil svoj prvi sed festival v svojem tretjem letu vladanja. Njegov namen je bil morda pridobiti prednost pred močjo templja, saj je Sed festival kraljev jubilej in naj bi okrepil faraonova božanska pooblastila in versko vodstvo. Hkrati pa je preselil tudi svoje glavno mesto stran od mesta, ki so ga nadzorovali duhovniki.